# Cây vĩ (âm nhạc)

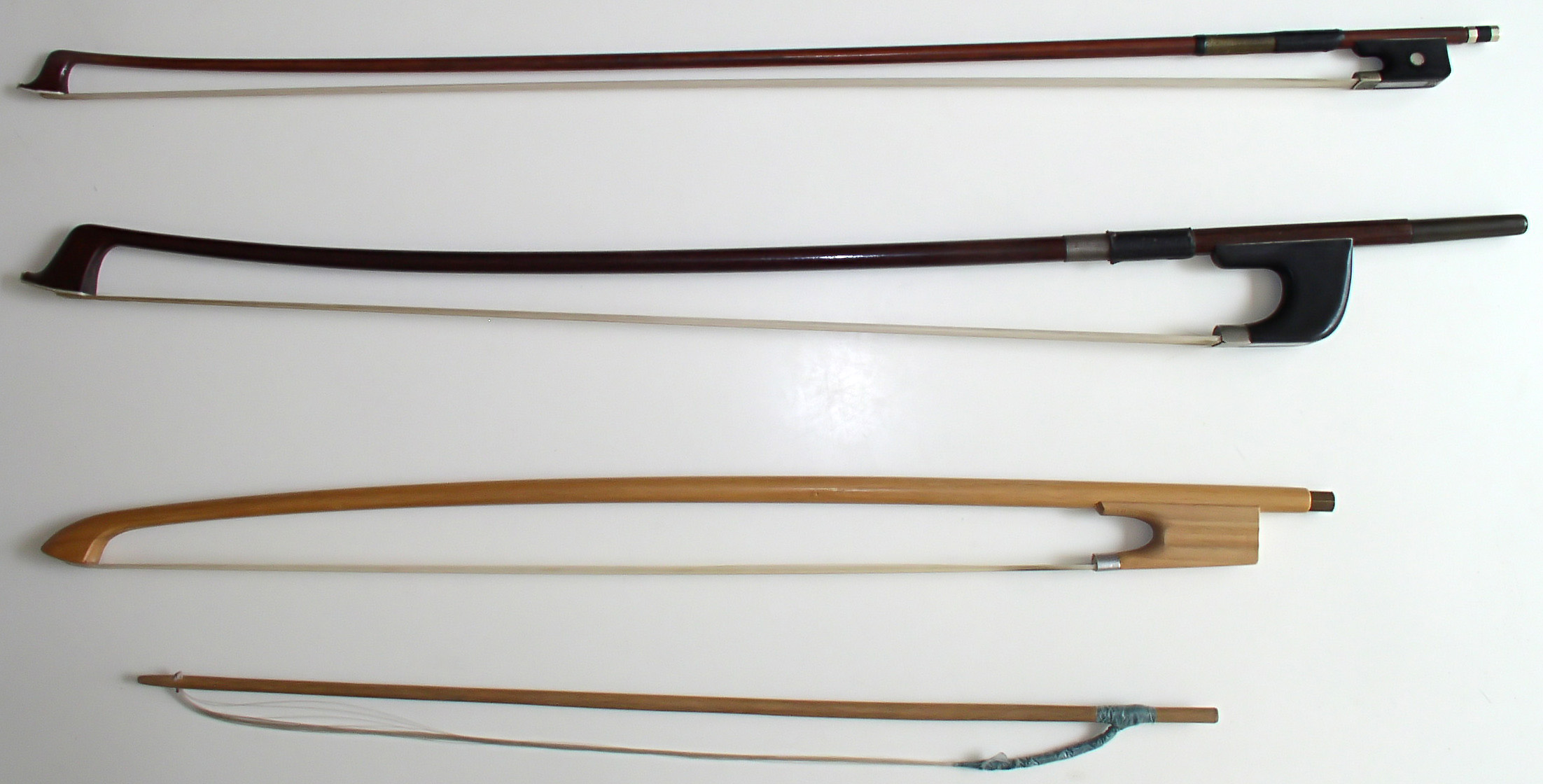
Một số loại cung vĩ thường gặp.

Trong âm nhạc, cây vĩ là một dụng cụ để tạo ra âm thanh dành riêng cho các loại đàn dây, như vĩ cầm, xenlô và các loại nhạc cụ dây dùng cây vĩ khác. Từ này trong tiếng Pháp là archet, hiện vẫn được dùng phổ biến ở Việt Nam dưới dạng phiên âm là acxê. Trong các nhạc cụ dân tộc của Việt Nam và Trung Quốc, có đàn nhị (nhị hồ), đàn hồ hay các loại đàn thuộc họ hồ cầm Châu Á và đàn yết tranh Trung Quốc hay ajaeng Hàn Quốc cũng dùng dụng cụ tương tự gọi là cung vĩ.
Cây vĩ (acxê) hoặc cung vĩ là một dụng cụ hình cung bằng gỗ hoặc bằng nhưa tổng hợp có căng nhiều sợi nhỏ (thường là lông đuôi ngựa hoặc tóc người) được phủ nhựa thông (làm tăng ma sát giữa các sợi với dây đàn). Đây là một dụng cụ do nhiều dân tộc khác nhau trên Thế giới phát minh ra, độc lập với nhau và từ lâu đời.

### Nguồn gốc

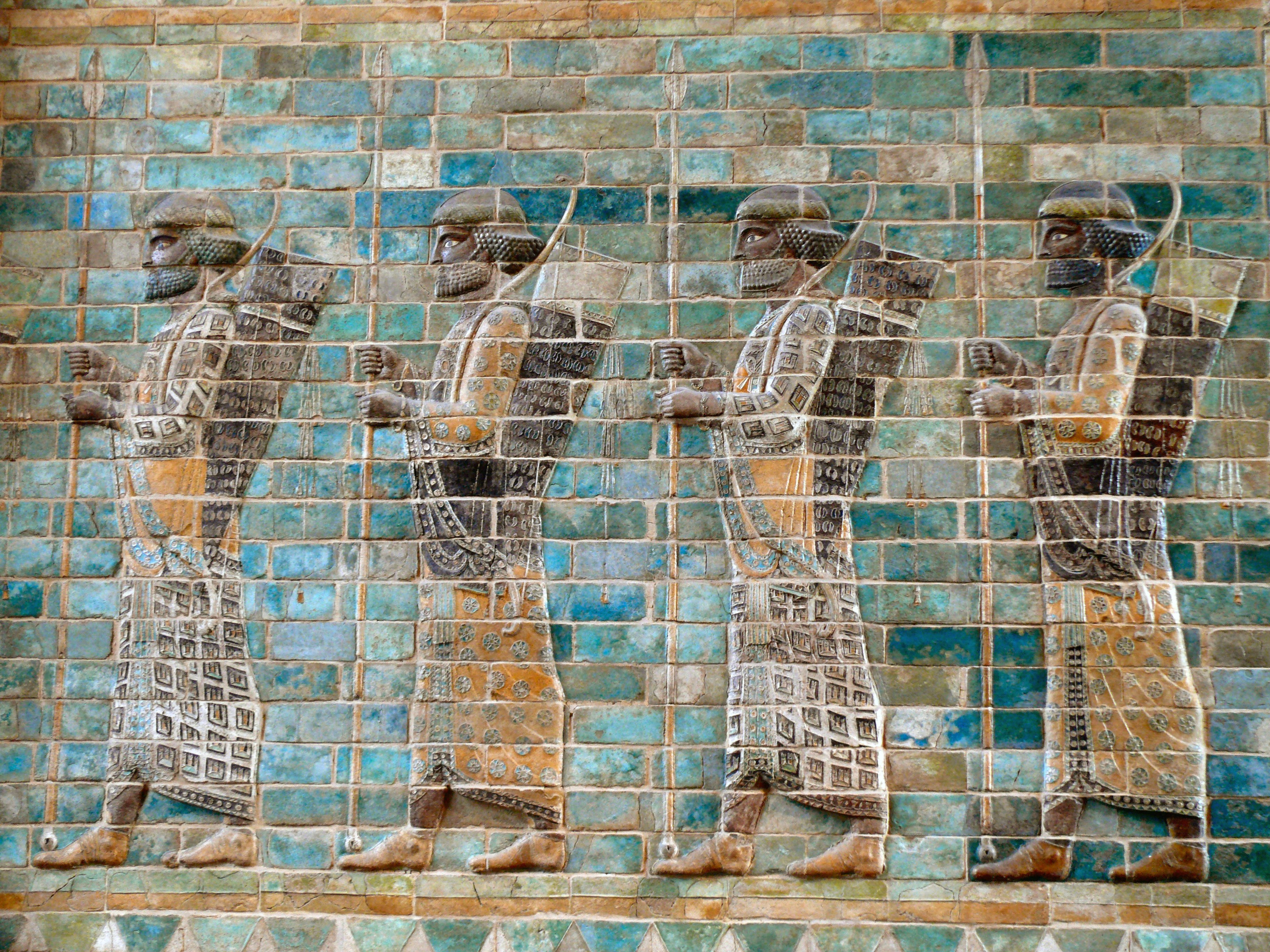
Có thể cây cung là nguồn gốc của cây vĩ - năm 510 trước công nguyên

### Cải tiến

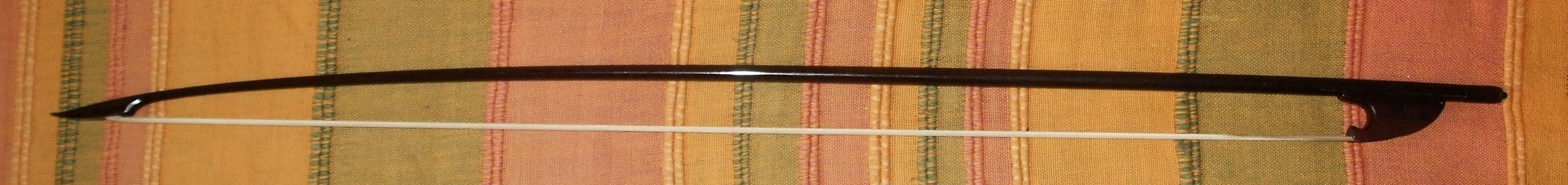
Cây vĩ vào khoảng những năm 1600 của thời kỳ nhạc Barôc.

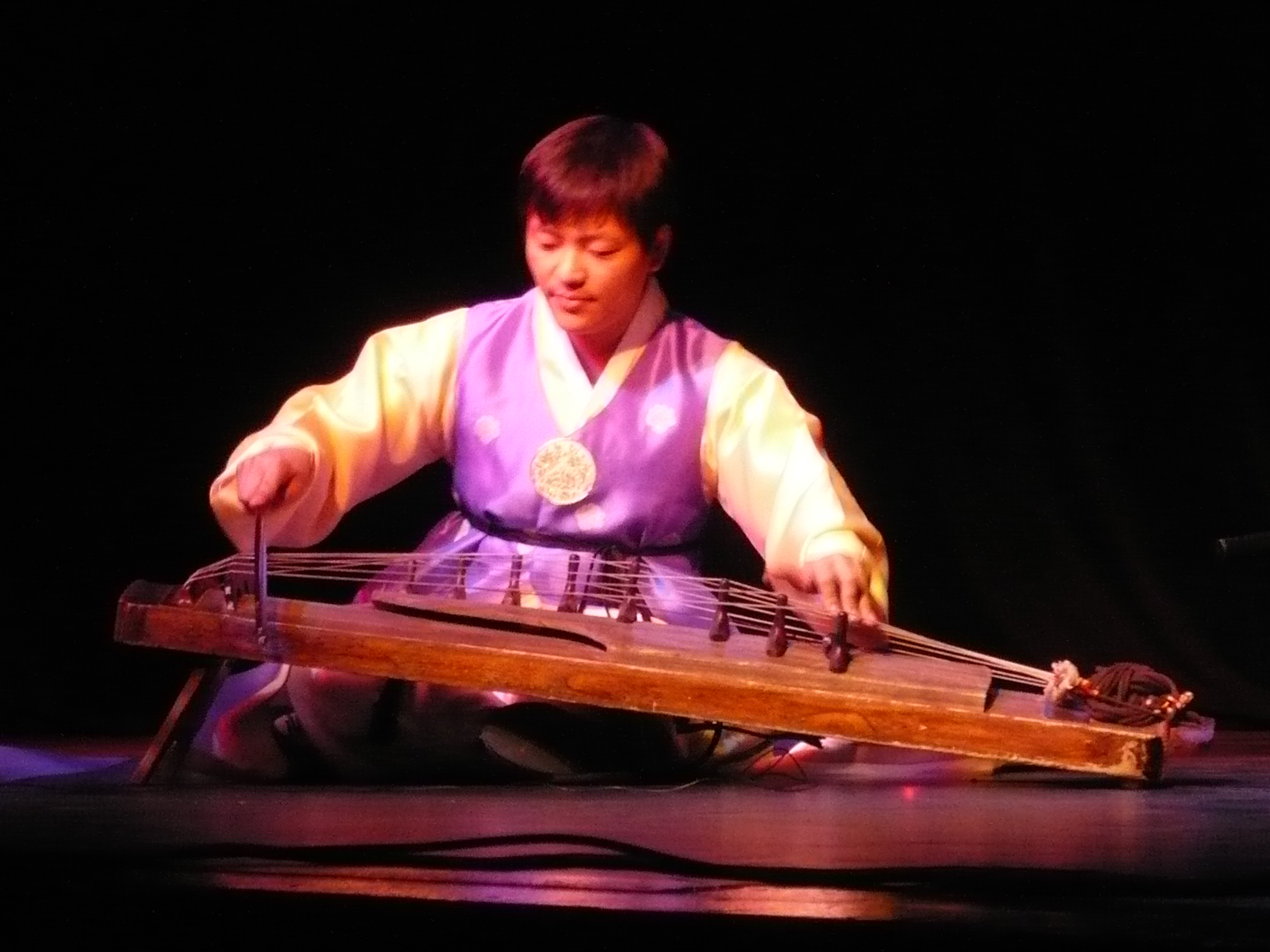
Đàn tranh ajaeng của Hàn Quốc được chơi với vĩ kéo

## Lược sử